# Campus 〜桜の舞う中で〜
Campus 〜桜の舞う中で〜（キャンパス さくらのまうなかで）は、Ather(エーテル)から1999年2月26日に発売のアダルトゲーム。

## 概要
大学生同士の恋愛を描いた作品。イラストレーターきみづか葵のゲームデビュー作である。
2001年6月15日には演出を強化した改良版『Campus 〜The New Edition〜』が発売された。Microsoft Windows 2000とMacintoshに対応したハイブリッドソフトとなっている。
家庭用ゲーム機向けには、2000年5月25日にKIDより『Screen』（スクリーン）の題名でPlayStation版が発売。独自の要素として、ミニゲームやヒロイン自らが攻略のヒントをくれるコーナーを収録している。

### 舞子独走モード
本作は選択肢に従って文章を読み進めていくオーソドックスなアドベンチャーゲームだが、高坂舞子だけはグッドエンド到達に特殊な手順を踏む必要がある。
1度エンディングを見た後で再度ゲームを始めると、冒頭に新たな選択肢が出現している。ここで、ずっと舞子を大切にしていくと表明することで、専用シナリオ「舞子独走モード」に入ることができる。
PC版では舞子に「Hレベル」が設定されており、彼女との肉体関係の結び方によってレベル0から8まで上昇する。グッドエンドのためにはレベル5以上が必要だが、上げ過ぎて8になると逆にバッドエンドになる。
PS版では、舞子との交流は4つのミニゲームを通じて行われる。グッドエンドのためにはいずれも好成績を取らねばならない。

## ミニゲーム
PS版には5種類のミニゲームが収録されている。「おみくじ」を除く4種の成績は舞子の攻略に関連する。
競泳
優夏、舞子と水泳で競い合う。ボタン連打で速く進める。舞子には負けてやったほうが好印象を与えられる。
愛のキャッチボール
舞子、省吾とキャッチボールをする。上下するパワーメーターを見計らってボタンを押すことで球威が決まる。
黒い刺客
ゴキブリ退治アクション。相手は画面上では豆粒程度にしか表示されない。
おみくじ
高速回転するスロット。おまけCGを見るためには「凶」で止めなければならない。
ボールはレーンに沿って
ボーリング。回転する矢印を止めることで球を投げる方向が決まる。真後ろに暴投する可能性もあるので注意。

## ストーリー
親同士の再婚によって兄妹となった隆景と舞子。だがその両親も交通事故で他界してしまった。2人は5年間を親戚に引き取られて過ごすが、大学進学を機に隆景だけがひとり上京する。
それから2年。彼の後を追うかのように、舞子もまた同じ大学へと進学してくる。こうして兄妹の二人暮らしが始まった。

## 登場人物
声の表記はPC版 / PS版 / OVA版の順。新PC版は非公開である。
高坂 隆景（こうさか たかかげ）
声 - 大塚琢磨（OVAのみ）
主人公の青年。
高坂 舞子（こうさか まいこ）
声 - 不明 / 永迫舞 / 前島千佳子
隆景の義妹。この春から兄と同じ大学の文学部1年生になった。体が弱く、性格も内向きである。料理が得意。
柊 麻由美（ひいらぎ まゆみ）
声 - 岩田由貴 / 浅野るり / 西条里美
隣家に住む幼馴染。気が強く、さばさばした性格で、隆景は異性を意識しない友人として付き合っている。
小和田 優夏（おわだ ゆうか）
声 - 不明 / 幸田夏穂 / 金原茉莉
文学部2年生で、美術部に所属している。突然絵のモデルを依頼してくる。隆景は初対面の彼女に見覚えがあるような気がしてならなかった。実は優夏はかつての彼の恋人の妹であり、破局によって心に傷を負った姉の復讐のために近づいてきたのだった。
杉部 奈穂（すぎべ なほ）
声 - 須本綾奈 / 長谷川智子 / 仁科冴子
大学4年生。さる大企業のお嬢様で、ピアノが得意。年齢に相反して、幼い子供のような言動を取る。
立花 智里（たちばな ちさと）
声 - 不明 / 浅野るり / 西条里美
フリルやリボンを多用した派手な装いの高校生。恋愛相談のため、たびたび隆景に会いに来る。占いが好き。
実は麻由美の変装した姿である。しかし外見の変化と声優の巧みな演じ分けのために見抜くのは難しい。そのため彼女の素性が明らかになる場面は多くのプレイヤーが衝撃を受けたといわれる。
池柳 彩女（いけやなぎ あやめ）
声 - PON / 小暮英麻 / 相坂水城
大学近くの高原黒沢神社の巫女。不思議な雰囲気を漂わせる美少女で、昔のことに詳しい。彼女のシナリオは不老不死や輪廻転生を題材とした壮大なものであり、プレイヤーには好評であったものの、大学生同士の恋愛を扱った作品の中では明らかに異質である。そのため「『Campus』の中に入れるのはもったいない」「別の作品で発表してほしかった」という意見があった。

## スタッフ
- キャラクターデザイン：きみづか葵
- シナリオ：御子石勇太、FWN

## 主題歌
Campus 〜桜の舞う中で〜
- エンディングテーマ「Believes You」
  - 作詞 - 巣屋真奈美 / 作曲 - くるがみ龍 / 歌 - 池柳彩女（PON）

Campus 〜The New Edition〜
- エンディングテーマ「Blazing Soul」
  - 歌 - 榊原ゆい

## OVA
2000年から2001年にかけて、『キャンパス』のタイトルで発売のアダルトアニメ。メディアはVHSとDVD。2003年1月30日には電脳CLUBより、2話を1本に再編集したDVDプレイヤーズゲームが発売された。

### スタッフ（OVA）
- 監督・絵コンテ：尾津芳樹
- 脚本：真壁六郎太
- 作画監督：大河原晴男
- 美術監督：泡末栄治
- 音楽：Yoshi、他
- アニメプロデューサー：小俣真一
- アニメーション制作：Y.O.U.C

### 各話リスト
| タイトル        | 発売日        | 発売元 |
| --------------- | ------------- | ------ |
| キャンパス 前編 | 2000年11月3日 | J.V.D. |
| キャンパス 後編 | 2001年2月16日 | J.V.D. |

## 関連書籍
- Mallow きみづか葵 Campus原画集（彩文館出版）ISBN 4-916115-27-9
- 小説『キャンパス 〜桜の舞う中で〜』著：館山緑、ムービック出版、ISBN 4-89601-439-1
  - 彩女編の小説化作品。なおムービックのゲームコレクションレーベルは、カバーに装飾として内容のあらましの英訳文をあしらっており、本書のカバーでは舞子のプロフィール「隆景の義妹」を "Takakage's younger brother's wife" （隆景の弟の妻）としているが、無論これは誤訳である。